# برداشت‌های زیر آب
برداشت‌های زیر آب یا ایمپرسیوننن اونتا واسا (به آلمانی: Impressionen unter Wasser) فیلم مستندی محصول ۲۰۰۲ است. لنی ریفنشتال کارگردان این فیلم بود.
او چند روز پس از تولد ۱۰۰ سالگی اش اکران ایمپرسیوننن اونتا واسا را در برلین ۴۸ سال پس از فیلم قبلی اش دید.